# Seznam prezidentských voleb v roce 2025
rV roce 2025 jsou plánovány prezidentské volby v následujících zemích:
| Stát nebo území   | Datum 1. kola      | Datum 2. kola   | Vítěz                           | Předchozí volby | Dosavadní prezident                          |
| ----------------- | ------------------ | --------------- | ------------------------------- | --------------- | -------------------------------------------- |
| Abcházie          | 15. února 2025     | 1. března 2025  | Badra Gunba                     | 2020            | Badra Gunba                                  |
| Bělorusko         | 26. ledna 2025     | –               | Alexandr Lukašenko              | 2020            | Alexandr Lukašenko                           |
| Ekvádor           | 9. února 2025      | 13. dubna 2025  | Daniel Noboa                    | 2023            | Daniel Noboa                                 |
| Gabon             | 12. dubna 2025     |                 | Brice Clotaire Oligui Nguema    | 2023            | Brice Clotaire Oligui Nguema                 |
| Chile             | 16. listopadu 2025 |                 |                                 | 2021            | Gabriel Boric                                |
| Irsko             |                    |                 |                                 | 2018            | Michael D. Higgins                           |
| Libanon           | 9. ledna 2025      |                 | Joseph Aoun                     |                 |                                              |
| Surinam           | 6. července 2025   |                 | Jennifer Geerlingsová-Simonsová | 2020            | Chan Santokhi                                |
| Jižní Korea       | 3. června 2025     | –               | I Če-mjong                      | 2022            |                                              |
| Guinea-Bissau     | 30. listopadu 2025 |                 |                                 | 2019            | Umaro Sissoco Embaló                         |
| Pobřeží slonoviny | říjen 2025         |                 |                                 | 2020            | Alassane Ouattara                            |
| Polsko            | 18. května 2025    | 1. června 2025  | Karol Nawrocki                  | 2020            | Andrzej Duda                                 |
| Rumunsko          | 4. května 2025     | 18. května 2025 | Nicușor Dan                     | 2024            | Ilie Bolojan (od 12. února 2025; prozatímní) |
| Řecko             | 25. ledna 2025     | 31. ledna 2025  | Konstantínos Tasúlas            | 2020            | Katerina Sakellaropulosová                   |
| Kamerun           | 5. října 2025      | –               |                                 | 2018            | Paul Biya                                    |
| Severní Kypr      | 2025               |                 |                                 | 2020            | Ersin Tatar                                  |
| Togo              | 3. května 2025     |                 | Jean-Lucien Savi de Tové        |                 |                                              |

Šedě podbarveny jsou nepřímé volby.